# Janez Pristov
Janez Pristov, slovenski telovadec, * 10. januar 1907, Gorica, † julij 2000, Ljubljana.
Pristov je za Kraljevino Jugoslavijo nastopil na Poletnih olimpijskih igrah 1936 v Berlinu, kjer je tekmoval v osmih disciplinah, najboljši rezultat pa dosegel v ekipnem mnogoboju s šestim mestom.